# Яри (фільм)
«Яри» — радянський чотирисерійний художній телефільм 1990 року, знятий на Одеській кіностудії.

## Сюжет
За однойменним оповіданням Сергія Антонова. 1930 рік. Комуніст Роман Платонов бере активну участь в проведенні колективізації рідного краю, його не зупиняє навіть смерть дружини. Один за іншим спалахують заколоти незадоволених селян. Пропагандистська робота Платонова переходить в іншу якість, герой бере в руки зброю і не боїться смерті…

## У ролях
- Борис Невзоров — Роман Гаврилович Платонов
- Сергій Тихонов — Митя Платонов, син Романа
- Олена Борзова — Клава Платонова
- Людмила Шевель — Катерина Суворова
- Юрій Саранцев — Степан Скавронов
- Юрій Мажуга — Клим Степанович Догановський
- Валерій Носик — Семен Іонич Вавкін
- Тетяна Кравченко — Настя Вавкіна, дочка Потапича
- В'ячеслав Баранов — Омелян Фонарьов
- Володимир Матюхін — Петро Альохін
- Герман Качин — Макар Сафонич Петров
- Ігор Лєдогоров — Гордій Миколайович Кабанов
- Андрій Болтнєв — Федот Чугуєв
- Валерій Хромушкін — Орловський
- Тимофій Співак — Стефан Іванович
- Вікторія Бочарова — Мотя
- Володимир Самойлов — Буторін
- Валентина Тализіна — Магдалина Аркадіївна
- Ірина Губанова — жінка з папкою
- Діана Рахімова — Нюра
- Анатолій Рудаков — Кукін
- Борис Сабуров — Ягорич
- Лесь Сердюк — козак Єршов
- Дмитро Матвєєв — Горюхін
- Владислав Галкін — Тимоха Востряков
- Ніна Гребешкова — Віра Олексіївна Догановська, Огонь-Догановська
- Олександр Аржиловський — Юрій Павлович
- Світлана Тормахова — Женя
- Злата Смирнова-Солодовникова — Рита Чугуєва
- Світлана Коновалова — теща
- Микола Сльозка — Потапич
- А. Єгоров — Данилушка
- В'ячеслав Жариков — Юхим Пошехонов
- Олександр Безпалий — Герасим Микитович Шишов
- Юрій Вотяков — Лук'ян Карнаєв
- Наталія Смольянинова — Нюрка Карнаєва, дружина Лук'яна
- Т. Бєлова — Манька Вавкіна, дочка Семена і Насті
- Марина Калмикова — Фроська
- Віра Кузнецова — Парамоновна (озвучила Марія Виноградова)
- Олена Чайка — Вєрка Вострякова, дружина Тимохи
- Михайло Глузський — Павло Якимович Тихомиров
- Руслан Ахметов — Барханов, начальник міліції
- Раїса Рязанова — 'мати Моті
- Наталія Крачковська — колега по службі Клави
- Андрій Градов — Воробйов, інженер
- Микола Величко — гість
- Микола Олійник — епізод
- Олександр Пархоменко — епізод
- Ігор Стариков — Лисий
- Галина Сулима — Анастасія
- Георгій Третьяков — епізод
- Марк Толмачов — епізод
- Альбіна Скарга — епізод
- Олег Корчиков — слідчий
- Д. Нетребін — епізод
- Віктор Козачук — міліціонер
- Лариса Маркар'ян — епізод
- Олександр Горбатов — агітуючий проти колгоспів
- Борис Молодан — дідусь-бородань
- А. Борщ — епізод
- А. Добриков — епізод
- Олег Рогачов — міліціонер
- А. Чупраков — епізод
- В. Кириллов — епізод
- Василь Векшин — гість
- Валерій Мотренко — гість
- Валентина Губська — гостя
- Рудольф Мухін — колгоспник
- Григорій Волошин — епізод
- Галина Ноженко — епізод

## Знімальна група
- Режисер-постановник — Валерій Ісаков
- Сценарист — Сергій Антонов
- Оператор-постановник — Альберт Осипов
- Композитор — Владислав Кладницький
- Художники-постановники — Юрій Богатиренко, Володимир Прохоров